# Krymidów
Krymidów (ukr. Кремидів) – wieś na Ukrainie, w  obwodzie iwanofrankiwskim, w rejonie halickim. 
W II Rzeczypospolitej wieś w powiecie stanisławowskim województwa stanisławowskiego. W latach 1943–1944 nacjonaliści ukraińscy z OUN-UPA zamordowali w miejscowości 6 Polaków.

## Urodzeni w Krymidowie
- Walerian Niedźwiecki – polski ziemianin, działacz społeczny, kapitan rezerwy piechoty Wojska Polskiego, poseł w II RP, ofiara zbrodni katyńskiej[3].